# Alexandra Xenofontowna Medwednikowa

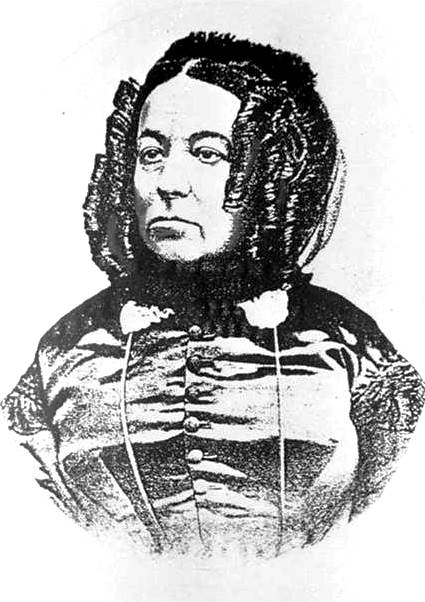
Alexandra Xenofontowna Medwednikowa

Alexandra Xenofontowna Medwednikowa, geboren Alexandra Xenofontowna Sibirjakowa, (russisch Анна Ксенофонтовна Медведникова; * 8. Januarjul. / 20. Januar 1814greg. in Irkutsk; † 11. Novemberjul. / 23. November 1899greg. in Poretsche, Ujesd Swenigorod) war eine russische Mäzenin.

## Leben
Medwednikowa stammte aus einer sibirischen Unternehmerfamilie Sibirjakow. Ihr Vater Xenofont Michailowitsch Sibirjakow (1772–1825) war ein bedeutender Kaufmann der 1. Gilde in Irkutsk und führte die Familiengeschäfte. Das Familienoberhaupt war ihre Mutter Natalja Dmitrijewna Sibirjakowa (1786–1834/35), die nach dem Tode ihres Mannes selbstbewusst das Familienunternehmen leitete. Neben den Söhnen und Töchtern gab es den Kalmückenjungen Rispand (ca. 1790–1868), den Xenofont Sibirjakow auf dem Jahrmarkt Irbit gekauft und nach dessen Taufe als Sohn Alexander aufgenommen hatte.
1829 heiratete Alexandra Sibirjakowa den Kaufmann der 1. Gilde und Wohltäter Iwan Logginowitsch Medwednikow. In den 1850er Jahren ließen sich die Eheleute Medwednikow in Moskau nieder und widmeten sich der Wohltätigkeit. Sie wurden zweimal der Kaiserin persönlich vorgestellt und erhielten zweimal den Segen des Heiligen Synods. 1870 kauften sie das Landgut Poretsche in der Ujesd Swenigorod.
Mednikowa blieb kinderlos und hatte keine Erben, so dass sie nach dem Tod ihres Mannes 1889 ihr gesamtes Vermögen der Wohltätigkeit widmete. 1896 beauftragte sie den Architekten Iwan Sergejewitsch Kusnezow mit dem Bau einer Kirche in Poretsche, die 1900 fertiggestellt und in den 1930er Jahren wie viele Kirchen in der Sowjetunion abgerissen wurde. Das Hauptgebäude des Landguts Poretsche mit Orangerie und Park blieb erhalten und ist jetzt ein Sanatorium der Russischen Akademie der Wissenschaften.
1898 stiftete Medwednikowa 100.000 Rubel für in Irkutsk lebende Arme christlichen Glaubens und 500.000 Rubel für den Bau eines Iwan-Medwednikow-Krankenhauses für unheilbar Kranke in Irkutsk. Das Krankenhaus mit Kirche im Irkutsker Vorort Glaskowo wurde 1901 fertiggestellt und ist jetzt das Sanatorium Angara. Auf Beschluss der Stadtduma Irkutsk 1898 wurde Medwednikowa die erste Ehrenbürgerin der Stadt Irkutsk.
Nach dem Tod Medwednikowas 1899 erhielt 1900 die Stadt Moskau gemäß dem Testament Iwan Medwednikows und Alexandra Medwednikowas mehr als fünf Millionen Rubel für wohltätige Zwecke. Errichtet wurden damit das Moskauer I.-und-A.-Medwednikow-Jungengymnasium, ein Heim für psychisch kranke Kinder und Epileptiker, das A.-und-I.-Medwednikow-Krankenhaus für unheilbar Kranke mit einem Armenhaus und Kirche (jetzt Zentralklinik des Moskauer Patriarchats) und das 1914 zu Beginn des Ersten Weltkriegs eröffnete Medwednikow-Lazarett mit 1916 geweihter Kirchen. Mehr als zwei Millionen Rubel wurden für die Armenhilfe in Irkutsk und Moskau, für die Unterstützung von Kirchen, Klöstern und Krankenhäusern und für Stipendien für Studenten und Gymnasiasten verwendet.

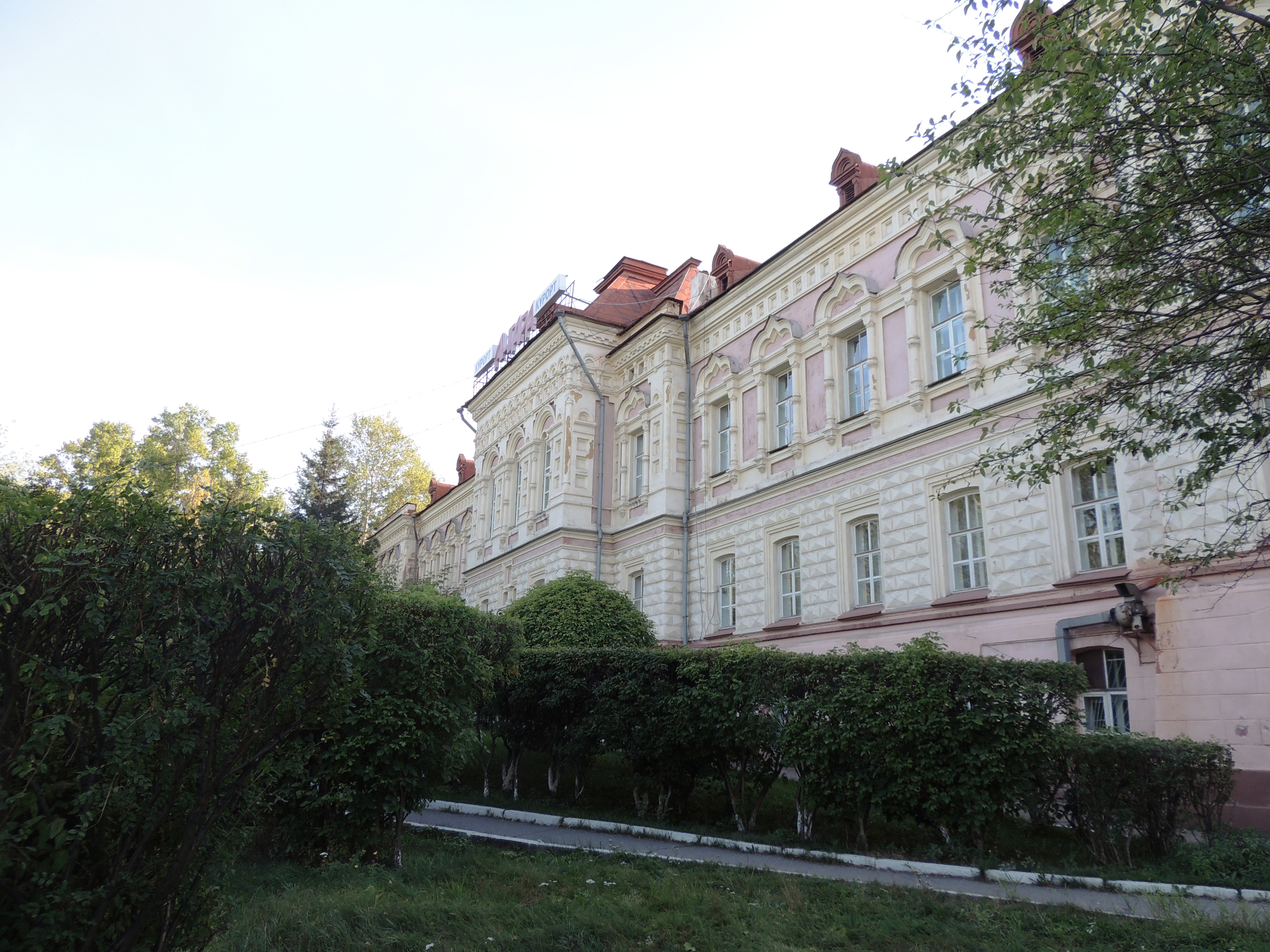
Iwan-Medwednikow-Krankenhaus, Glaskowo, Irkutsk
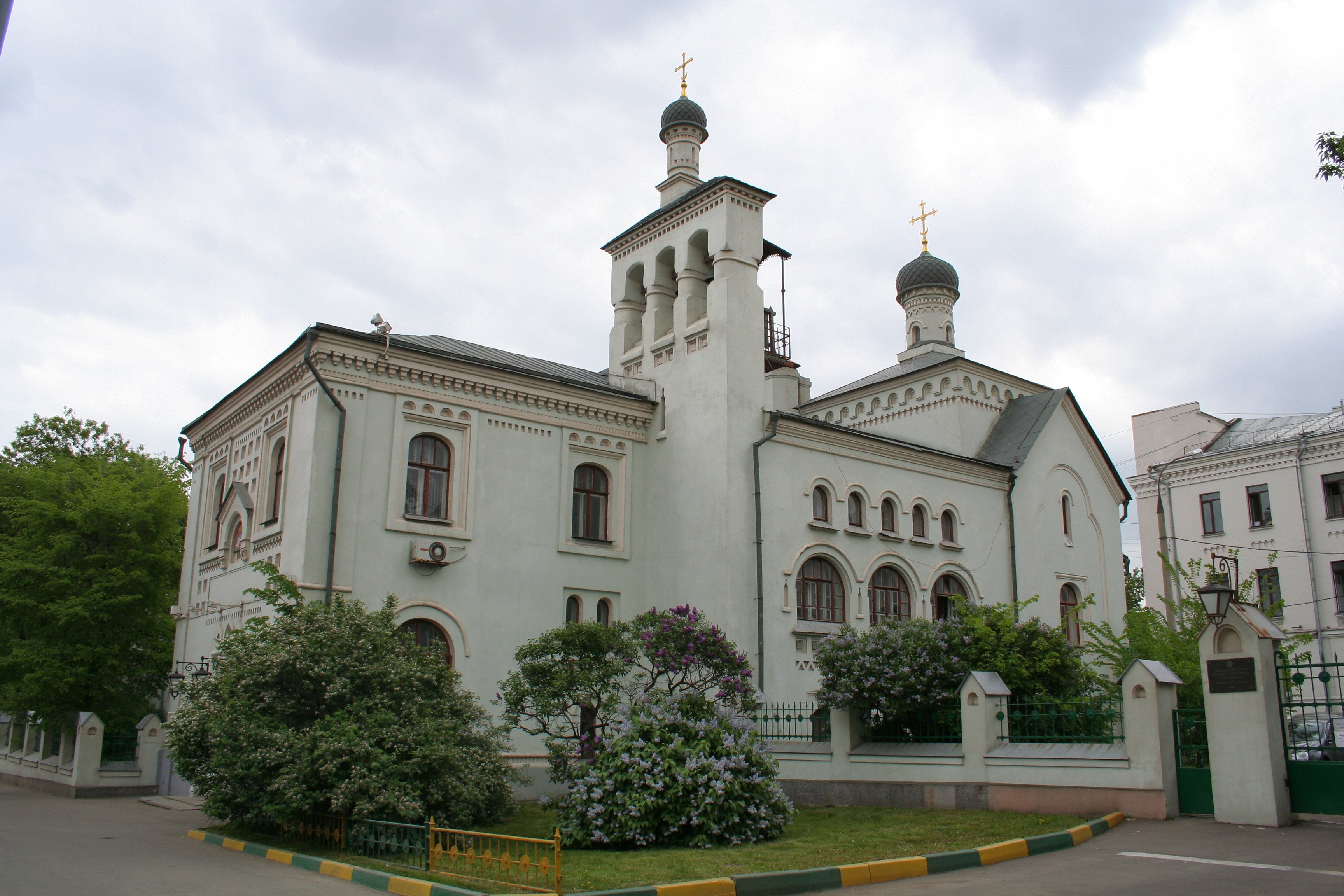
Kirche der Zentralklinik des Moskauer Patriarchats